# Atamania
Atamania (en griego, Ἀθᾰμᾱνία) fue un antiguo Estado en el norte de Grecia, cuyos habitantes eran los atamanios.
Atamania participó durante el siglo IV a. C. en la primera unión de la Liga de Corinto y en la Segunda Liga ateniense. En el transcurso del siglo III a. C. Atamania estuvo bajo el control de Epiro.
Bajo el rey Aminandro los atamanios pudieron liberarse entre 220 a. C.-190 a. C. contra el poder de los estados adyacentes, mientras ellos cambiaban repetidamente las alianzas. Como un premio a su neutralidad en la primera guerra macedónica, Filipo V de Macedonia les había otorgado la isla de Zante. En la segunda guerra contra Filipo, sin embargo los atamanios apoyaron a los romanos. En la guerra guerra romano-siria Aminandro trató de poner a su cuñado Filipo de Megalópolis en el trono macedonio con la ayuda de los seleucidas y etolios. En 190 a. C. Atamania quedó como Estado subordinado de Roma.